# کوفته برنجی

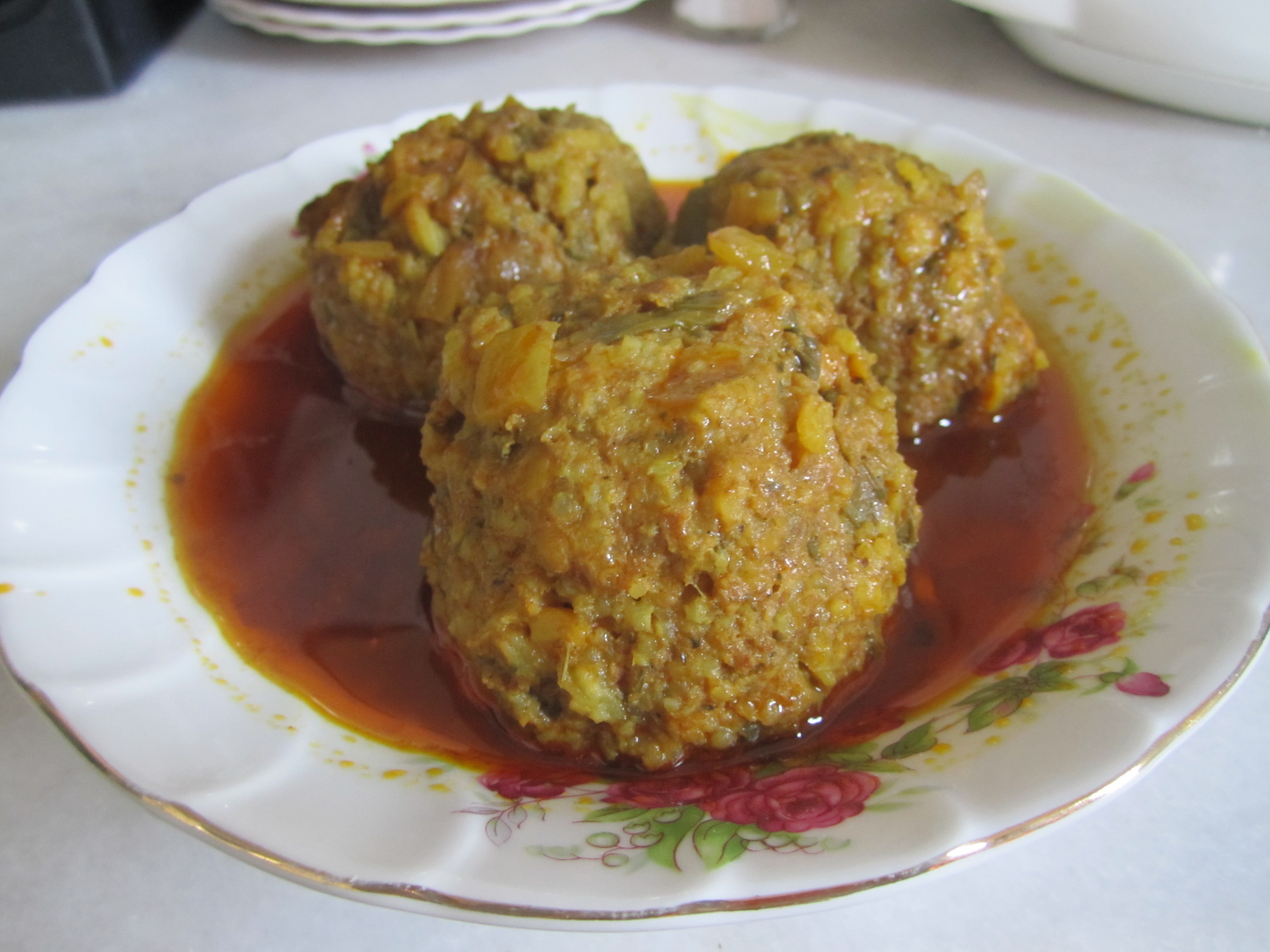
کوفته برنجی

کوفته برنجی یکی از معروف‌ترین گونه‌های کوفته‌است، که برای تهیهٔ آن از سبزی‌های خوشبو و گوشت قرمز استفاده می‌شود.

## توضیح

### مواد لازم
- گوشت چرخ کرده
- برنج
- لپه
- سبزی کوفته به صورت خُرد شده و ساتوری شده (شامل: تره، جعفری، گشنیز، تلخون (گیاه)، مرزه و ریحان)[۱]
- پیاز
- تخم مرغ (دلخواه)
- آلو
- نمک و زردچوبه

## روش پُخت

#### پیش از پُخت
1. حدود ۲ ساعت برنج و لپه را در آب سرد نگه می‌داریم تا خیس بخورد؛ البته اگر برنج غیر ایرانی است یا کم کیفیت است ۲۰ دقیقه برای آن کافی است.
2. قبل از شروع کار کمی پیازداغ تهیه می‌کنیم و کنار می‌گذاریم.

#### پُخت
حدود ۱۰ دقیقه گوشت را با نمک و زردچوبه به خوبی وَرز می‌دهیم (چنگ می‌زنیم) تا چسب پیدا کند در شهرهای آذری زبان گوشت را با گوشت‌کوب می‌کوبند سپس آب برنج و لپه را کاملاً از آن‌ها جدا می‌کنیم و به مخلوط گوشت و نمک اضافه می‌کنیم همچنین سبزی خرد شده و یک عدد تخم مرغ خام را نیز به مخلوط اضافه می‌کنیم آنگاه کل مواد را با هم مخلوط می‌کنیم و حسابی چنگ می‌زنیم تا یکنواخت شود. حال که مخلوط یکنواخت به‌دست آمده، کمی از مواد را با دست به شکل گِرد در می‌آوریم و در میان آن یک یا دو عدد آلو و کمی از پیازداغی را که از قبل آماده کرده بودیم قرار می‌دهیم. با تمام مخلوط همین کار را می‌کنیم و در میان تک تک کوفته‌ها باید آلو و پیاز داغ قرار دهیم.
یادآوری می‌شود که آلو در مزهٔ کوفته بسیار مهم است ولی در جای دادن پیازداغ اجباری وجود ندارد. 
حال که کوفته‌هایی در اندازهٔ متوسط را آماده کرده ایم؛ در ظرف دیگری پیاز داغ همراه با نمک، زردچوبه و رُب گوجه فرنگی یا خود گوجه فرنگی تهیه می‌کنیم به آن آب زیاد اضافه می‌کنیم و صبر می‌کنیم تا آبش به جوش آید. وقتی که آب مخلوط پیازداغ سه تا پنج دقیقه جوشید و کاملاً در حال قُل زدن بود کوفته‌های آماده را به آن اضافه می‌کنیم و می‌گذاریم تا با حرارت زیاد دوباره به جوش آید، پس از رسیدن به دمای جوش، حرارت زیر آن را کم می‌کنیم.
این غذا حدود یک تا یک و نیم ساعت باید بجوشد تا آماده شود.
نکته‌ها
1. اگر وقتی کوفته‌ها را در آب پیازداغ می‌ریزیم آب به اندازهٔ کافی جوش نباشد، کوفته‌ها خیلی زود وا می‌رود و شکل خود را از دست می‌دهد.
2. دلیل اضافه کردن تخم مرغ جلوگیری از سفت شدن کوفته‌ها بود در داشتن تخم مرغ اجباری وجود ندارد.
3. می‌توان در هستهٔ کوفته‌ها به‌جای آلو از زردهٔ تخم مرغ سفت شده یا پیازداغ تنها یا مرغ پخته شده‌استفاده کرد در صورتی که از آلو استفاده نکنیم بهتر است در آب کوفته چند عدد آلو بیندازیم تا مزهٔ آلو به کوفته اضافه شود.

## یادداشت
1. ↑  تره و جعفری در سبزی این خوراک حتماً باید باهم باشند در صورت نبود تره نباید به آن جعفری اضافه کرد چون تلخ می‌شود، بجایش حجم سبزی کوفته‌ای را که باید اضافه کنیم بیشتر می‌کنیم تا کمبود عطر خوراک جبران شود مثلاً به جای یک قاشق غذاخوری، یک و نیم قاشق غذاخوری سبزی به خوراکمان اضافه می‌کنیم.